# 日本全唇兰
日本全唇兰（学名：Myrmechis japonica）为兰科全唇兰属下的一个种。

## 扩展阅读
- 維基物種上的相關：日本全唇兰
- 维基共享资源上的相關多媒體資源：日本全唇兰